# راميرو الثاني ملك ليون
راميرو الثاني (900 – أول يناير 951) هو ابن أردونيو الثاني وملك مملكة ليون من عام 931 حتى وفاته. في البداية كان ملكًا بالاسم فقط على جزء من مملكة أستورياس، ثم أصبح ملكًا على ليون (ومعها جليقية) بعد تنازل أخيه ألفونسو الرابع عن العرش في عام 931. وتعد حوليات قشتالة الأولى (بالإسبانية: Anales castellanos primeros)‏ المصدر الرئيسي الذي يتناول فترة حكمه.
أسس راميرو تحالف مملكتي نافارا وليون الذي استطاع أن يهزم جيش عبد الرحمن الناصر لدين الله في معركة سيامنقة عام 939، وهو الانتصار الذي مكنه من تحريك حدود مملكة ليون من نهر دويرو إلى نهر تورمس [الإنجليزية].
في السنوات الأخيرة من حكمه، لم يستطع أن يمنع استقلال مملكة قشتالة تحت حكم فرنان غونثالث كونت قشتالة، ولكنه استطاع في عام 950 قيادة حملة عسكرية استطاعت هزيمة المسلمين في طلبيرة. بعد وفاته عام 950 خلفه ابنه سانشو الأول ملك ليون.